# Deltawerken

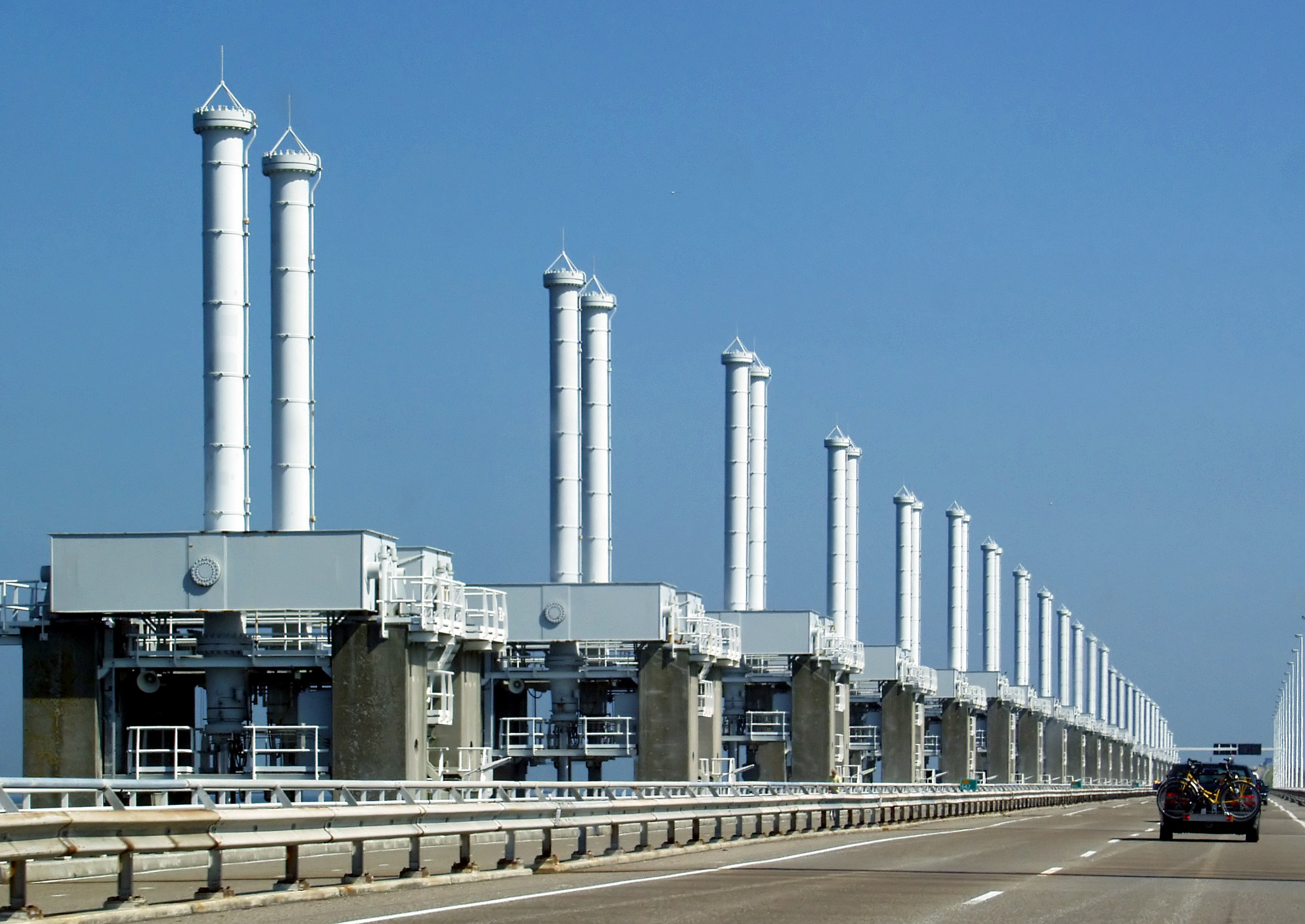
Oosterscheldekering

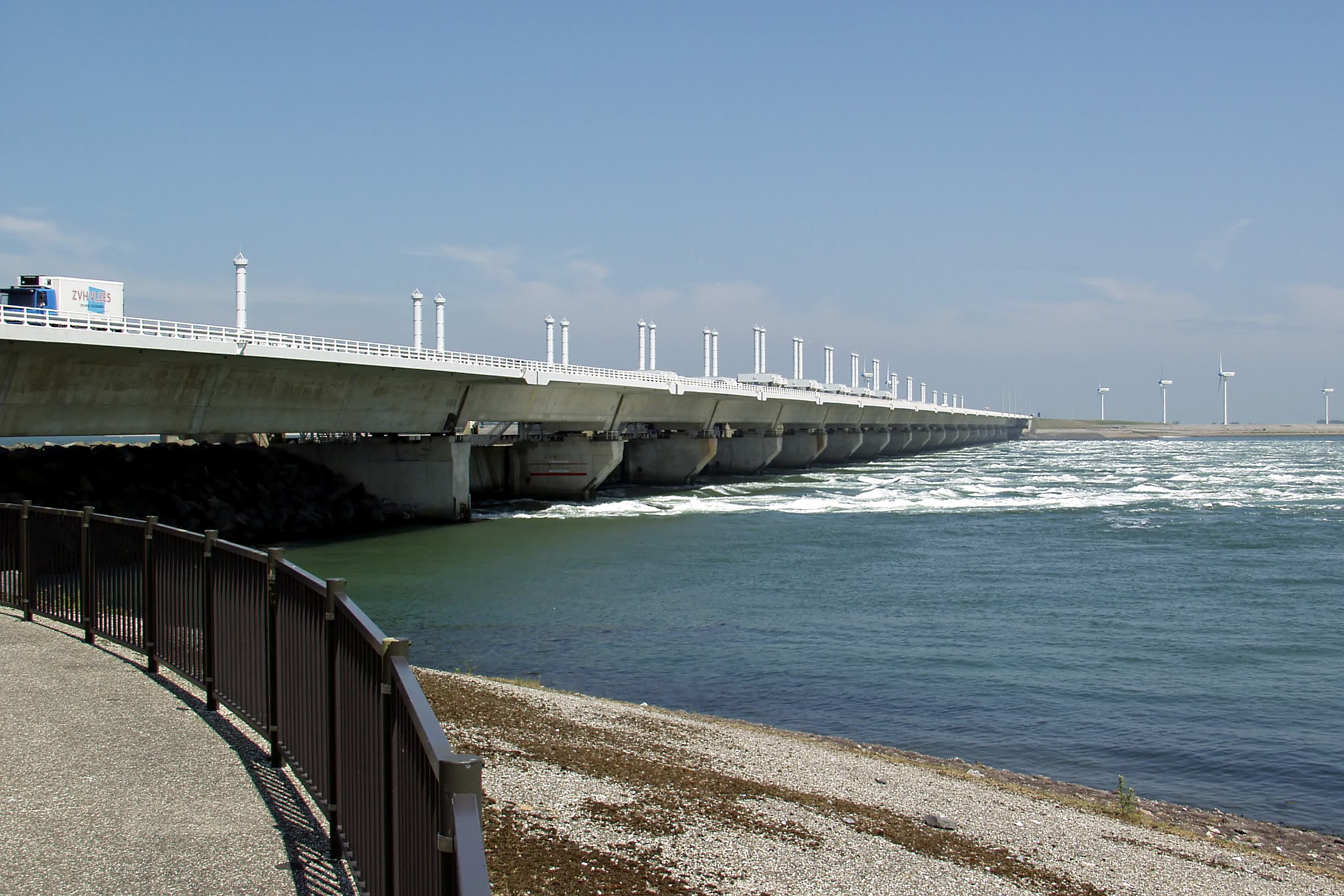
Oosterscheldekering

De Deltawerken zijn een verdedigingssysteem, in Nederland, ter bescherming tegen hoogwater van de zee van met name de provincies Zeeland, zuidelijk Zuid-Holland en Noord-Brabant.
Aan de Deltawerken is decennialang gebouwd. Het project werd compleet verklaard na oplevering van de Oosterscheldekering (1986), de Maeslantkering (in 1997) en na de afronding van de verhoging van alle dijken tot deltahoogte (de Harlingse Keerdam, in augustus 2010).  Met name de Oosterscheldekering en de Maeslantkering, trekken nog steeds internationaal veel aandacht. De Deltawerken zijn door de American Society of Civil Engineers tot een van de zeven moderne wereldwonderen verklaard.

## Geschiedenis

### Aanleiding
Zeeland en de Zuidhollandse Eilanden kennen een eeuwenlange geschiedenis van overstromingen, dijkdoorbraken en zogeheten "verdronken land". Reeds voor de Tweede Wereldoorlog was in meerdere studies geconcludeerd dat de dijken langs de Nederlandse zeearmen nog steeds veel te laag waren. Naar aanleiding daarvan presenteerde Johan van Veen, ingenieur bij Rijkswaterstaat, in 1942 zijn 'Verlandingsplan' voor het Delta-gebied. De watersnoodramp van 1953 gaf de doorslag voor de aanname van een plan om de kustlijn met ongeveer 700 kilometer te verkorten door het aanleggen van gesloten en doorlaatbare dammen tussen de Zuid-Hollandse en Zeeuwse eilanden.

### Deltaplan
Al enkele dagen na de Watersnoodramp in 1953 werd gewezen op de noodzaak van een planmatige aanpak om voortaan dergelijke overstromingen zoveel mogelijk te voorkomen. Eerst werd de aanleg van terpen geopperd. Overigens was ook voor de Watersnoodramp hier al op gewezen door de Stormvloedcommissie (1940). Door de oorlog is niets gedaan met dit rapport. Ook na de oorlog lag de politieke prioriteit bij de wederopbouw, en gebeurde er niets aan de waterkeringen. In de loop van 1952 kreeg de studiedienst van Johan van Veen opdracht om een plan uit te werken. Dit plan verscheen op 20 januari 1953.
Op 21 februari 1953, twintig dagen na de watersnoodramp, installeerde Jacob Algera, toenmalig minister van Verkeer en Waterstaat, de Deltacommissie onder leiding van A.G. Maris, directeur-generaal van Rijkswaterstaat en met Johan van Veen als secretaris.
Deze commissie kreeg de opdracht om met plannen op tafel te komen die een dergelijke ramp in de toekomst zou moeten voorkomen. In ieder geval stond men voor twee keuzes: óf het verhogen en versterken van ruim duizend kilometer dijklengte, óf het afsluiten van enkele zeegaten waardoor de door stormvloeden bedreigde kustlijn zou worden verkort. Het enige vereiste betrof een deel van het plan, namelijk dat de Westerschelde en de Rotterdamse Waterweg open moesten blijven om een goede bereikbaarheid van de havens van Antwerpen, Gent en Rotterdam te waarborgen.
Tussen mei 1953 en oktober 1955 kwam de Deltacommissie met een vijftal adviezen:
- De Schouwense Dijk op Schouwen-Duiveland zou tot 5 meter boven NAP moeten worden opgehoogd, in tegenstelling tot de eerder bedoelde 3,5 meter. Deze dijk lag te kwetsbaar ten opzichte van de stormrichting en zou daarom volgens de Commissie in noodsituaties moeten kunnen fungeren als hoofdwaterkering.
- Afsluiting van de Hollandse IJssel bleek noodzakelijk omdat de IJsseldijken zouden kunnen doorbreken, waardoor een woon- en industriegebied met ruim 1,5 miljoen mensen gevaar zou lopen. De Deltacommissie gaf de voorkeur aan een stormvloedkering: het verzwaren van dijken kostte meer geld, en de bouw van een dergelijke kering zou sneller gaan. Een jaar na dit tweede advies uit 1953 werd begonnen met de bouw van deze Hollandse IJsselkering. De kering werd aangelegd bij Krimpen aan den IJssel.[9]
- Begin 1954 adviseerde de Commissie enkele zeegaten af te sluiten om de veiligheid in Zuidwest-Nederland te vergroten. Het verstevigen van de bestaande dijken was al niet meer aan de orde: een afsluiting scheen zowel in technisch als in economisch opzicht uitvoerbaar. Het plan voorzag in de afsluiting van de volgende zeegaten (van noord naar zuid): Haringvliet, Brouwershavense Gat, Oosterschelde en Veerse Gat. Verder waren er plannen voor enkele afsluitingen die oostelijker waren gesitueerd: Volkerak, Grevelingen en Zandkreek. De zeewerende dijken in Zeeland werden met dit plan teruggebracht van 700 kilometer tot circa 80 kilometer. Het zoute water zou echter veranderen in zoet water, waardoor de visserij nadelen van dit plan zou ondervinden. Wel zouden er mogelijkheden voor recreatie in het gebied ontstaan en zou de land- en tuinbouwsector zoet water tot zijn beschikking krijgen.
- Afsluiting Veerse Gat en Zandkreek (ook: Drie Eilandenplan). Op deze manier zouden Noord- en Zuid-Beveland en Walcheren met elkaar verbonden worden. Men zag de Veerse Gatdam als voorbereiding op de grotere afsluitingen die nog te wachten stonden. Vandaar dat erop aangedrongen werd daar snel mee te beginnen. De ervaring die met de bouw van deze dam zou worden opgedaan, zou dan vervolgens gebruikt kunnen worden voor de overige afsluitingen.
- Het laatste advies omvatte een reeks van voor- en nadelen, de beraamde kosten en een samenvatting van het Deltaplan. Men dacht het plan binnen 25 jaar te kunnen uitvoeren en er zou een bedrag van 1,5 tot 2 miljard gulden mee gemoeid zijn, omgerekend naar 2024 is dat 5,6 tot 7,4 miljard euro.[10]

Nadat de Commissie in oktober 1955 het laatste advies had gegeven, diende ze op 16 november van datzelfde jaar een ontwerp van de Deltawet in bij de Tweede Kamer. Op 5 november 1957 aanvaardde de Tweede Kamer het wetsvoorstel, de Eerste Kamer volgde op 7 mei 1958. Een dag later ondertekende Koningin Juliana de Deltawet, die daarmee definitief een feit was.
In het vervolg van dit artikel wordt met 'Deltawerken' gedoeld op het West-Nederlandse deel van een veel groter zeeveiligheidsplan.
| Project                                          | Bouwperiode | Functie          | Waterloop                                                   | Plaats                                          |
| ------------------------------------------------ | ----------- | ---------------- | ----------------------------------------------------------- | ----------------------------------------------- |
| Stormvloedkering Hollandse IJssel (Algerakering) | 1954–1958   | Stormvloedkering | Hollandse IJssel                                            | Nabij Krimpen aan den IJssel, Zuid-Holland      |
| Zandkreekdam                                     | 1959–1960   | Dam              | Zandkreek, Veerse Gat (Oosterschelde)                       | Tussen Noord-Beveland en Zuid-Beveland          |
| Veerse Gatdam                                    | 1960–1961   | Dam              | Veerse Gat (Oosterschelde)                                  | Tussen Noord-Beveland en Walcheren              |
| Grevelingendam                                   | 1958–1965   | Dam              | Grevelingen (Oosterschelde rivierarm)                       | Tussen Goeree-Overflakkee en Schouwen-Duiveland |
| Volkerakdam                                      | 1957–1969   | Dam              | Volkerak, Hollandsch Diep (Maas en Oosterschelde rivierarm) | Tussen Zuid-Holland en Zeeland                  |
| Haringvlietdam                                   | 1958–1970   | Dam + Spuisluis  | Haringvliet (arm van de Rijn en Maas)                       | Tussen Voorne-Putten en Goeree-Overflakkee      |
| Brouwersdam                                      | 1962–1971   | Dam              | Grevelingen (Oosterschelde rivierarm)                       | Tussen Schouwen-Duiveland en Goeree-Overflakkee |
| Markiezaatskade                                  | 1980–1983   | Dam              | Markiezaatsmeer, Schelde-Rijnkanaal                         | Tussen Zuid-Beveland en Molenplaat              |
| Oosterscheldekering                              | 1960–1986   | Stormvloedkering | Oosterschelde                                               | Tussen Schouwen-Duiveland en Noord-Beveland     |
| Oesterdam                                        | 1979–1986   | Dam              | Oosterschelde, Schelde-Rijnkanaal                           | Tussen Tholen en Zuid-Beveland                  |
| Philipsdam                                       | 1976–1987   | Dam              | Oosterschelde                                               | Tussen Grevelingendam en Sint-Philipsland       |
| Bathse spuisluis                                 | 1980–1987   | Spuisluis        | Volkerak, Markiezaatsmeer, Oosterschelde                    | Nabij Bath                                      |
| Maeslantkering                                   | 1991–1997   | Stormvloedkering | Nieuwe Waterweg (Rijn rivierarm)                            | Stroomafwaarts Rotterdam                        |
| Hartelkering                                     | 1991–1997   | Stormvloedkering | Hartelkanaal                                                | Nabij Spijkenisse, Zuid-Holland                 |

### Gevolgen
Nadat de Deltawerken eenmaal waren voltooid, kenden de zeearmen die geheel werden afgesloten geen getijden meer. Hiermee veranderde ook de samenstelling van de flora en fauna; zo verdwenen onder meer de mosselen, zalm en zeeforel doordat zij de rivieren niet meer konden bereiken. Doordat het ingedamde water niet meer werd ververst, verdwenen er ook veel vogels. In het nu stilstaande water kregen blauwalgen bij warm weer de gelegenheid om te groeien.

## Onderdelen
De Deltawerken bestaan uit de volgende bouwwerken:

#### Stormvloedkering Hollandse IJssel (1958)

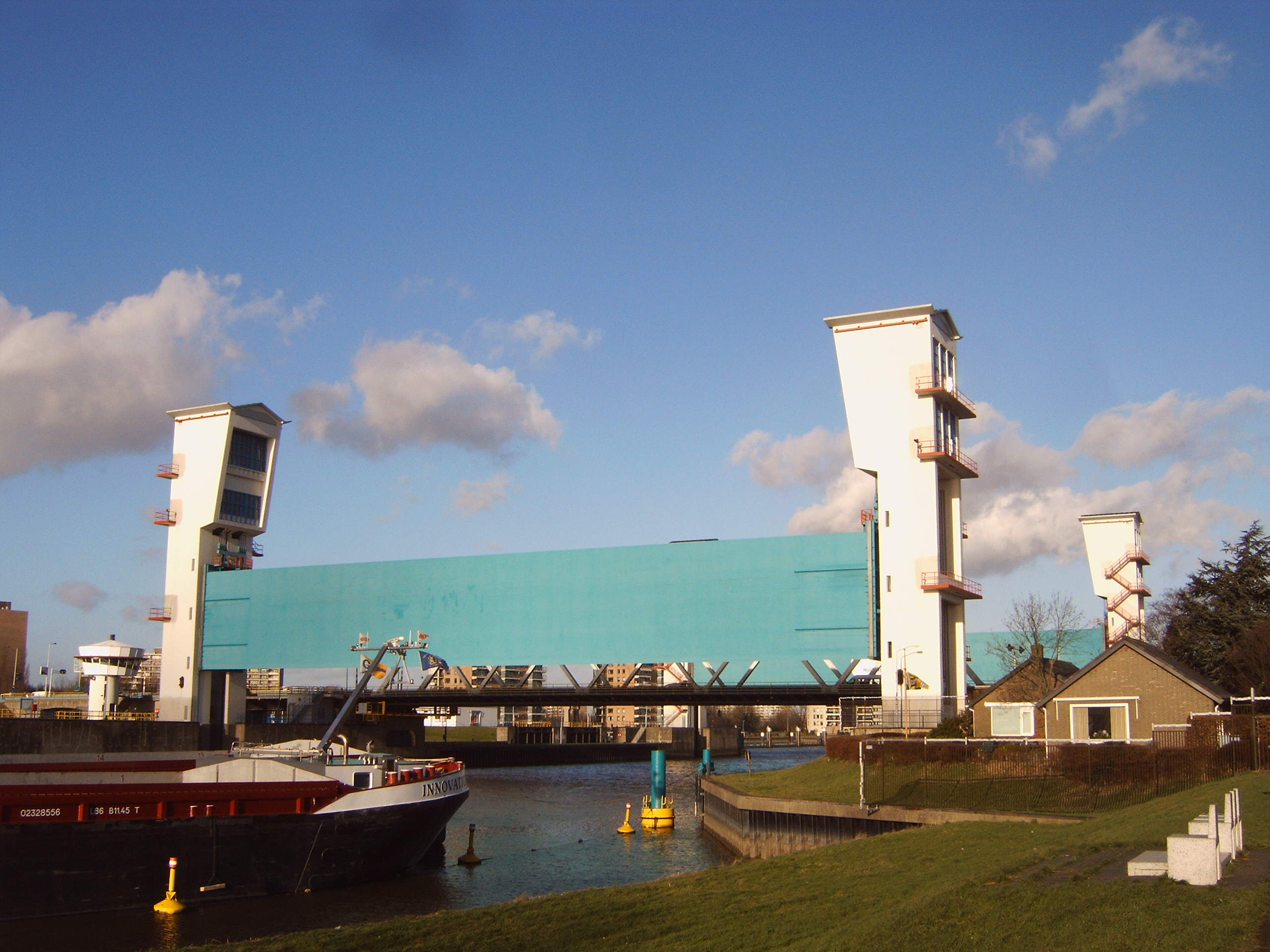
Stormvloedkering Hollandse IJssel in december 2007

De stormvloedkering in de Hollandse IJssel bestaat uit twee keringen, elk met een gewicht van 670 ton, die zijn opgehangen tussen torens van 44 meter boven NAP. Om de scheepvaart doorgang te blijven bieden, ligt direct naast de kering een schutsluis met een lengte van 120 meter en een breedte van 24 meter. Een 560 meter lang viaduct verbindt de Krimpenerwaard met Zuid-Holland. Deze stormvloedkering werd in 1958 als eerste onderdeel van het Deltaplan opgeleverd, voor een bedrag van 40 miljoen gulden. Het viaduct kreeg de naam Algeraviaduct, vernoemd naar de toenmalige minister van Verkeer en Waterstaat.
Met zijn 80 meter lengte is deze stormvloedkering een van de kleinere projecten binnen het Deltaplan. Direct na de voltooiing startte men met het zogenaamde Drie Eilandenplan: de afsluiting van de Zandkreek, het Veerse Gat en de Grevelingen door middel van dammen.

#### Haringvlietdam (1970)
De Haringvlietdam is gelegen tussen de eilanden Goeree-Overflakkee en Voorne en sluit het Haringvliet af van de Noordzee. Om te zorgen dat het overtollige Rijn- en Maaswater en drijfijs zou worden afgevoerd is gekozen voor de bouw van een spuisluizencomplex, met een breedte van bijna 1000 meter. Ook voorzag men het Haringvlietproject van een schutsluis. Na ruim anderhalf jaar voorbereiding begon in november 1958 de bouw van het spuisluizencomplex. Het heiwerk bestond uit totaal 21.800 heipalen, sommige met een lengte van wel 24 meter. Twee en een half jaar later, in mei 1961, startte het maken van de pijlers waartussen de sluisdeuren werden opgehangen. Boven de sluizen werd een  vierbaansweg aangelegd en een gescheiden weg voor het langzame verkeer.
In 1966 was een groot deel van het sluizencomplex klaar en konden de 68 machinekamers aan het werk. De schutsluis kwam in datzelfde jaar gereed, zodat men kon beginnen met het afbaggeren van de dijken die de bouwput omsloten. Vervolgens werd begonnen met de aanleg van de dam. Voor de sluiting van het Rak zette men opnieuw de kabelbaan in, die goede diensten had bewezen tijdens de aanleg van de Grevelingendam. Met behulp van deze baan werden ongeveer 100.000 betonblokken in het water geplaatst. De nu nog waterdoorlaatbare dam werd vervolgens volgespoten met zand. In november 1970 was het project klaar en zou het water uit het Haringvliet veranderen van zout naar zoet.
Voor het scheepvaartverkeer werd aan de zuidzijde van de Haringvlietdam de Goereese sluis aangelegd.

#### Oosterscheldekering (1986)
Bij het in 1971 met succes afgesloten Brouwershavense Gat kwam opnieuw de vraag boven of de Oosterschelde wel of niet open moest blijven. De Oosterscheldedam zou met zijn 8 kilometer lengte de meest omvangrijke worden in het hele Deltaplan. De Oosterschelde zelf was breder en woester dan welke andere zeearm ook in Nederland en had een gemiddeld eb- en vloedvermogen van 1100 miljoen m³, veel groter dan bijvoorbeeld het Veerse Gat (70 miljoen m³) of het Brouwershavense Gat (350 miljoen m³).

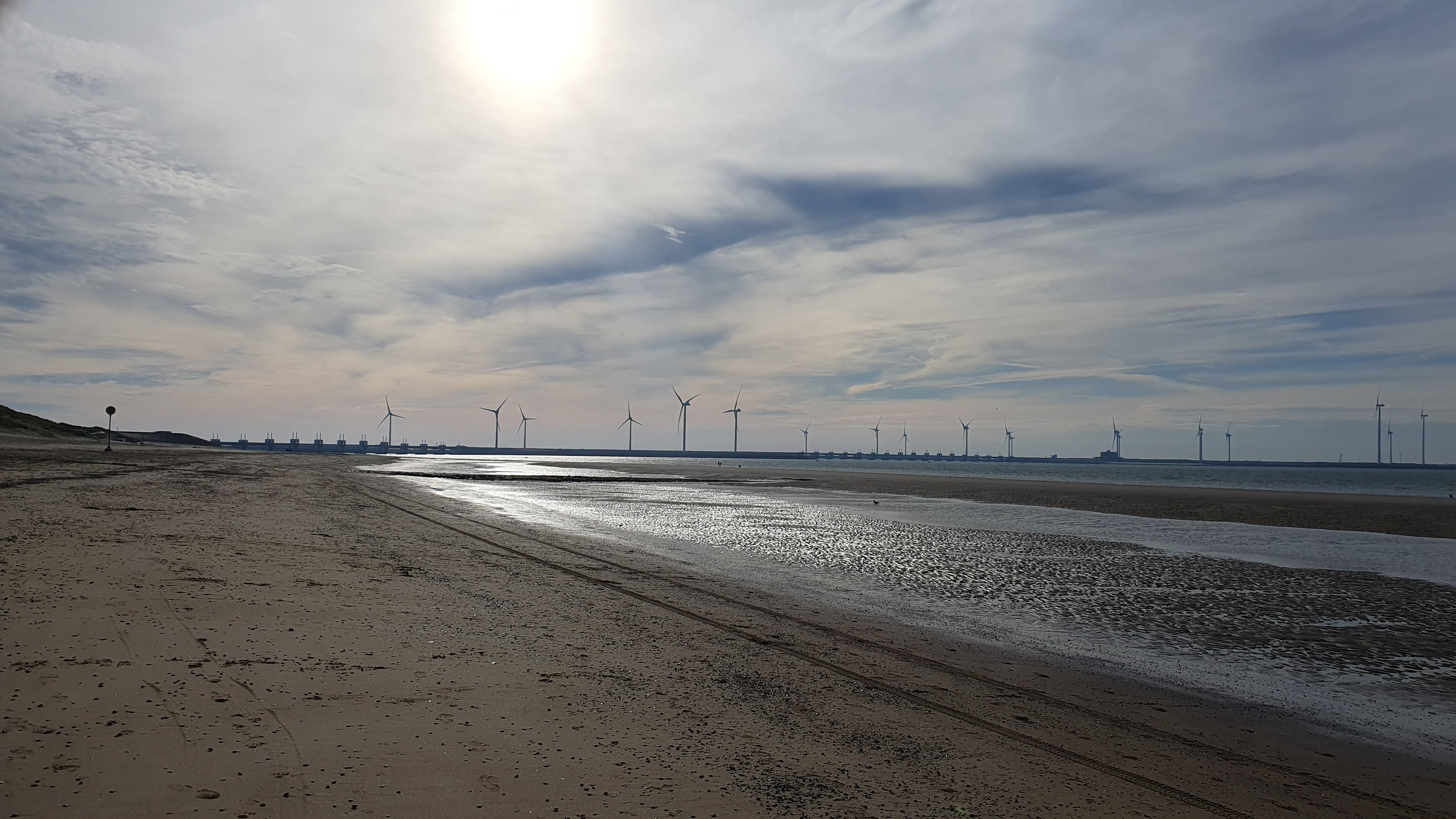
De Oosterscheldekering vanuit het strand Westerschouwen gezien

Men begon in 1967 met de voorbereidingen voor deze grootste afsluiting van het Deltaplan: de aanleg van de drie (werk)eilanden Roggenplaat, Neeltje Jans en Noordland. De laatste twee werden met een damvak van 4 kilometer met elkaar verbonden. Er ontstonden drie stroomgeulen met een totale lengte van 3 kilometer: de Hammen, Schaar van Roggenplaat en Roompot.
Na protesten vanwege de gevolgen die de afsluiting zou hebben voor gebruikers van de zeearm en voor de natuur, werd echter besloten om de Oosterschelde niet volledig af te dammen. In plaats daarvan werd een halfopen stormvloedkering met schuifdeuren aangelegd. Deze deuren worden (afgezien van tests) alleen bij storm en zeer hoge waterstand gesloten.

#### Maeslantkering (1997)
De Maeslantkering was het laatste grote project van de Deltawerken. Met de bouw ervan werd in 1989 begonnen, nadat er in 1987 een definitief besluit over was genomen.
De Maeslantkering bestaat uit twee grote beweegbare armen van 237 meter in lengte, die samen de Nieuwe Waterweg kunnen afsluiten en zo het gebied rond Rotterdam beschermen tegen hoog water. De kering is zo gebouwd dat het scheepsverkeer naar de haven van Rotterdam ongehinderd kan doorvaren.

## Trivia
- Alhoewel niet gebruikelijk in normaal taalgebruik is de afsluiting van de Lauwerszee ook een Deltawerk, omdat deze afsluiting ook plaats vond in het kader van de Deltawet (1958).

- De enige zeedijk in het Deltagebied die niet op Deltahoogte is gebracht is de Voorstraat in Dordrecht. Omdat deze zeedijk tevens een winkelstraat in het historische centrum is en bebouwd is met een groot aantal monumentale panden is besloten om in Dordrecht de dijk niet te verhogen. Om toch het achterland te kunnen beschermen bij hoogwater zijn op diverse plaatsen mogelijkheden om hoogwaterschotten te plaatsen.
- In 1983 verscheen er een Suske en Wiske-album getiteld Het Delta-duel, dat zich afspeelt tijdens de Deltawerken.
- In mei 2016 introduceerde de Nederlandse minister Melanie Schultz van Haegen (Infrastructuur en Milieu) tijdens de klimaatconferentie Adaptation Futures te Rotterdam een multilateraal samenwerkingsverband onder de noemer (internationale) Deltacoalitie, waarin twaalf laaggelegen landen kennis en ervaring gaan uitwisselen om in dichtbevolkte gebieden rampen met water te voorkomen. Minister Lilianne Ploumen (Ontwikkelingssamenwerking en Buitenlandse Handel) lanceerde het initiatief in februari 2016 op een top over rampenpreventie in Japan.